# Sala Memorial Nacional para los Caídos de Israel

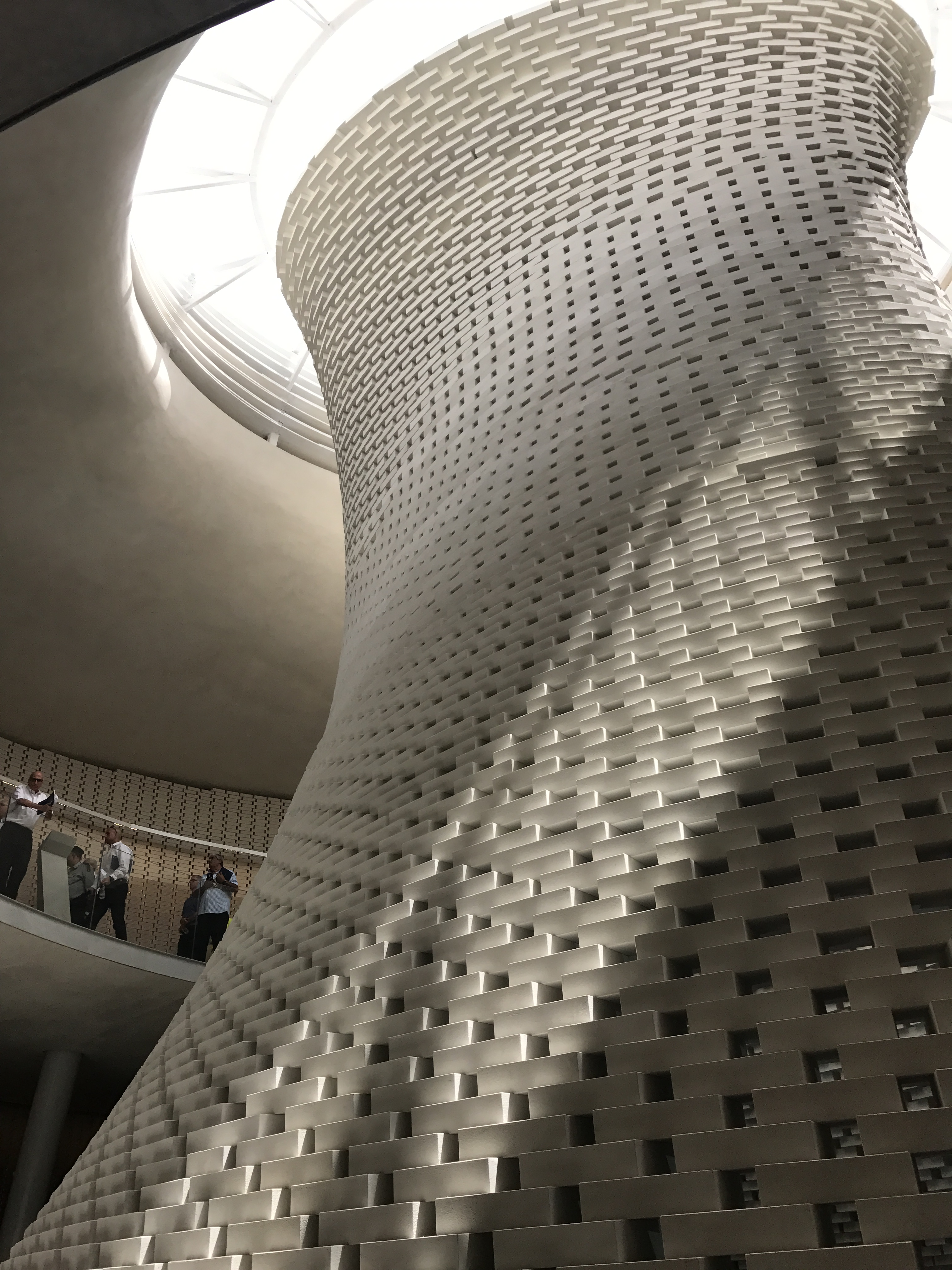
Memorial del Soldado Desconocido

National Memorial Hall para los caídos de Israel (היכל הזיכרון הממלכתי לחללי מערכות ישראל - National Memorial Hall For Israel's Fallen) en Monte Herzl en Jerusalén es una iniciativa del Ministerio de Defensa israelí para conmemorar todas las bajas militares israelíes de guerra y combatientes judíos desde 1860 hasta hoy. La propuesta para construir la sala fue anunciada por el ministro de Defensa "Ehud Barak" en 2010.

## Memorial del Soldado Desconocido
En el centro del salón está la llama eterna dedicada a los Tumba del soldado desconocido de Israel.

## Galería

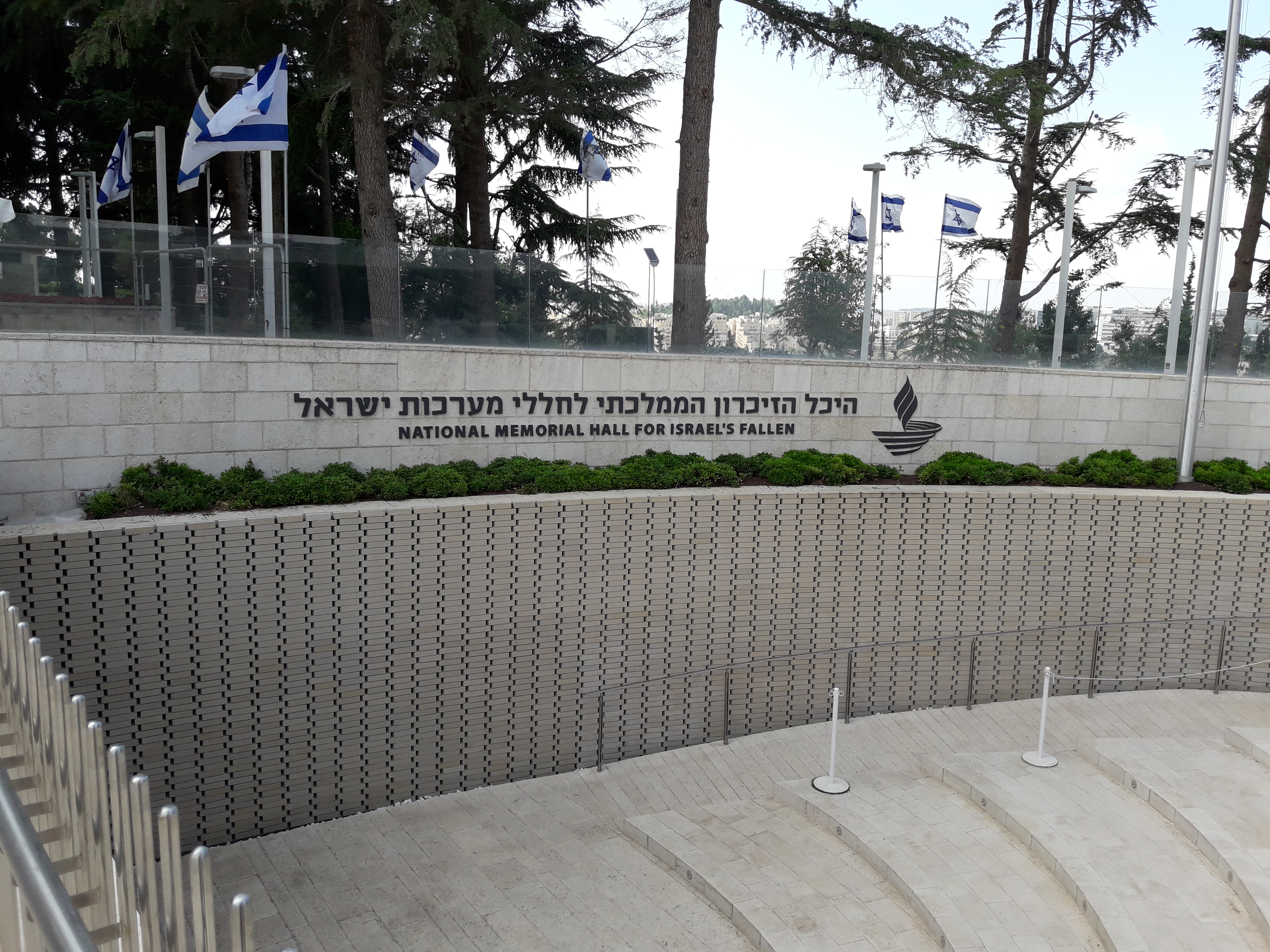
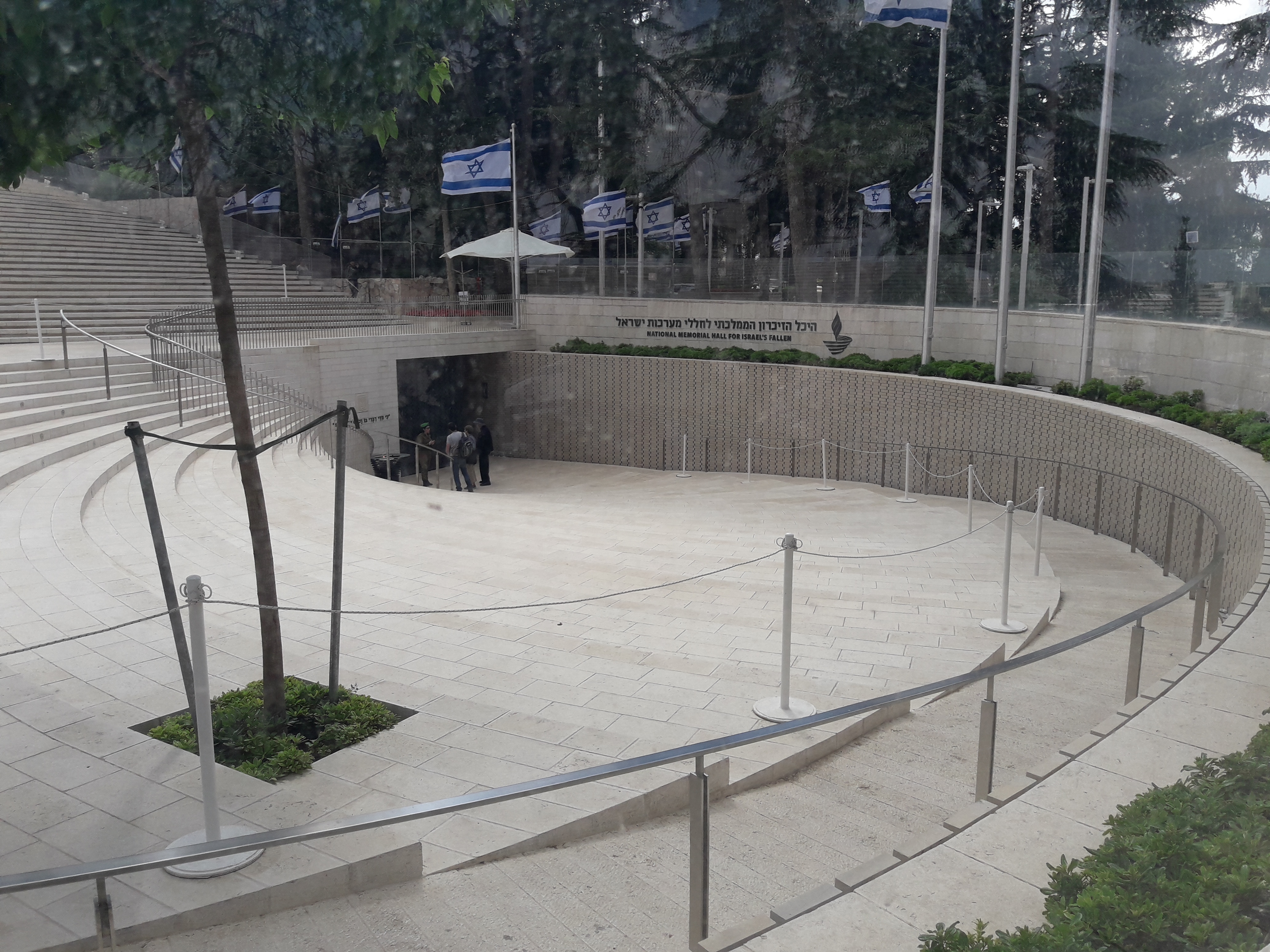
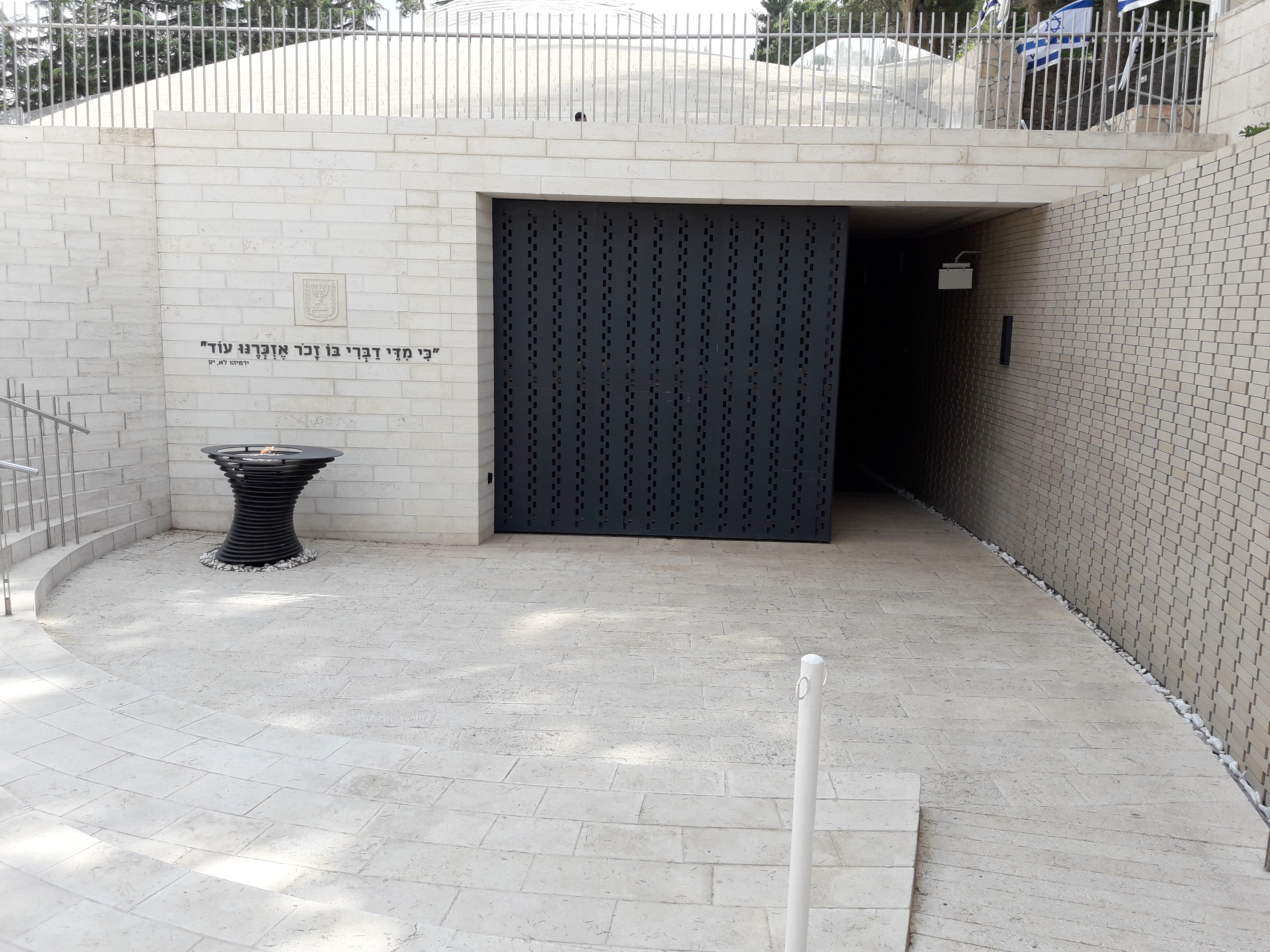
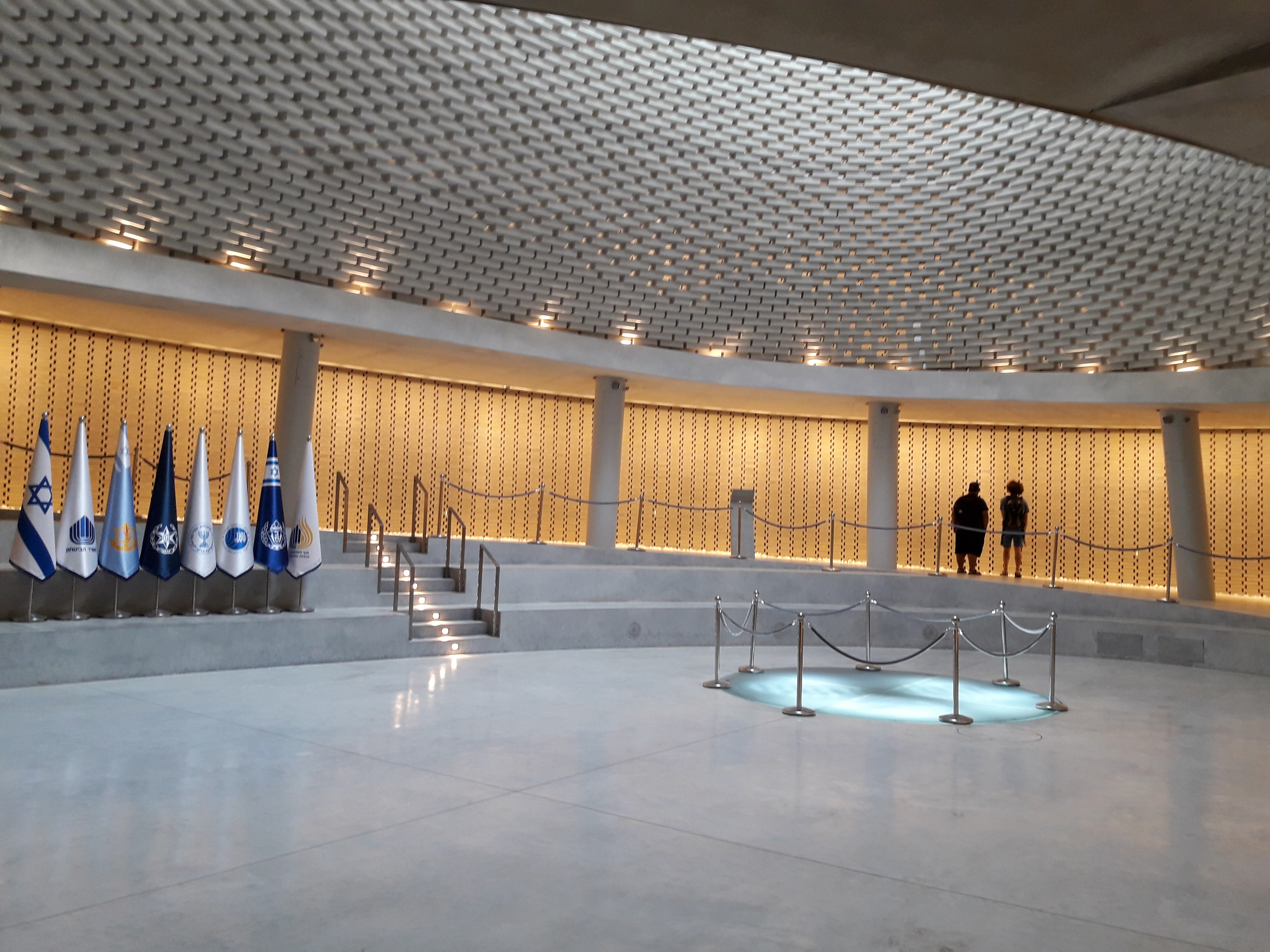
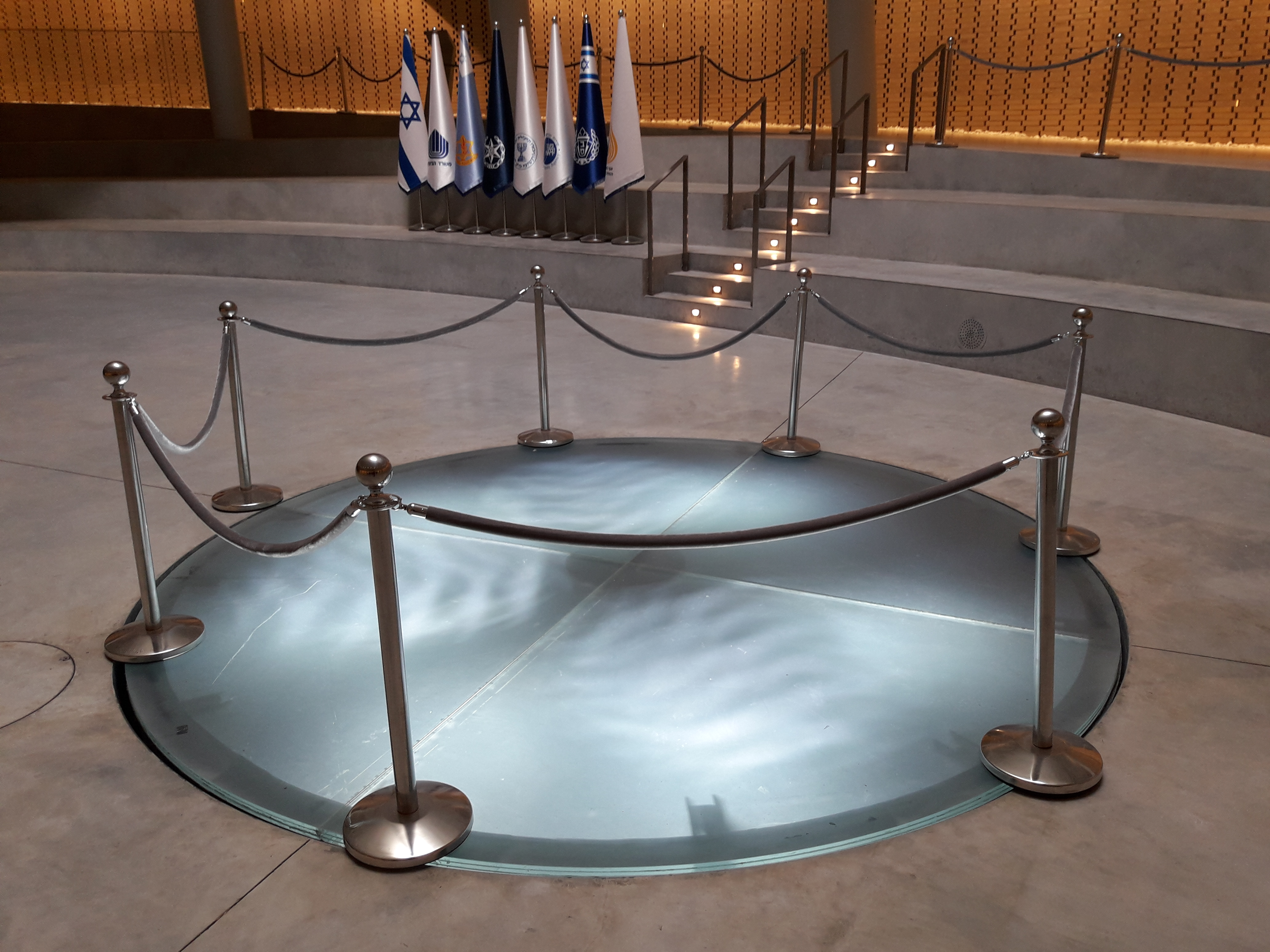
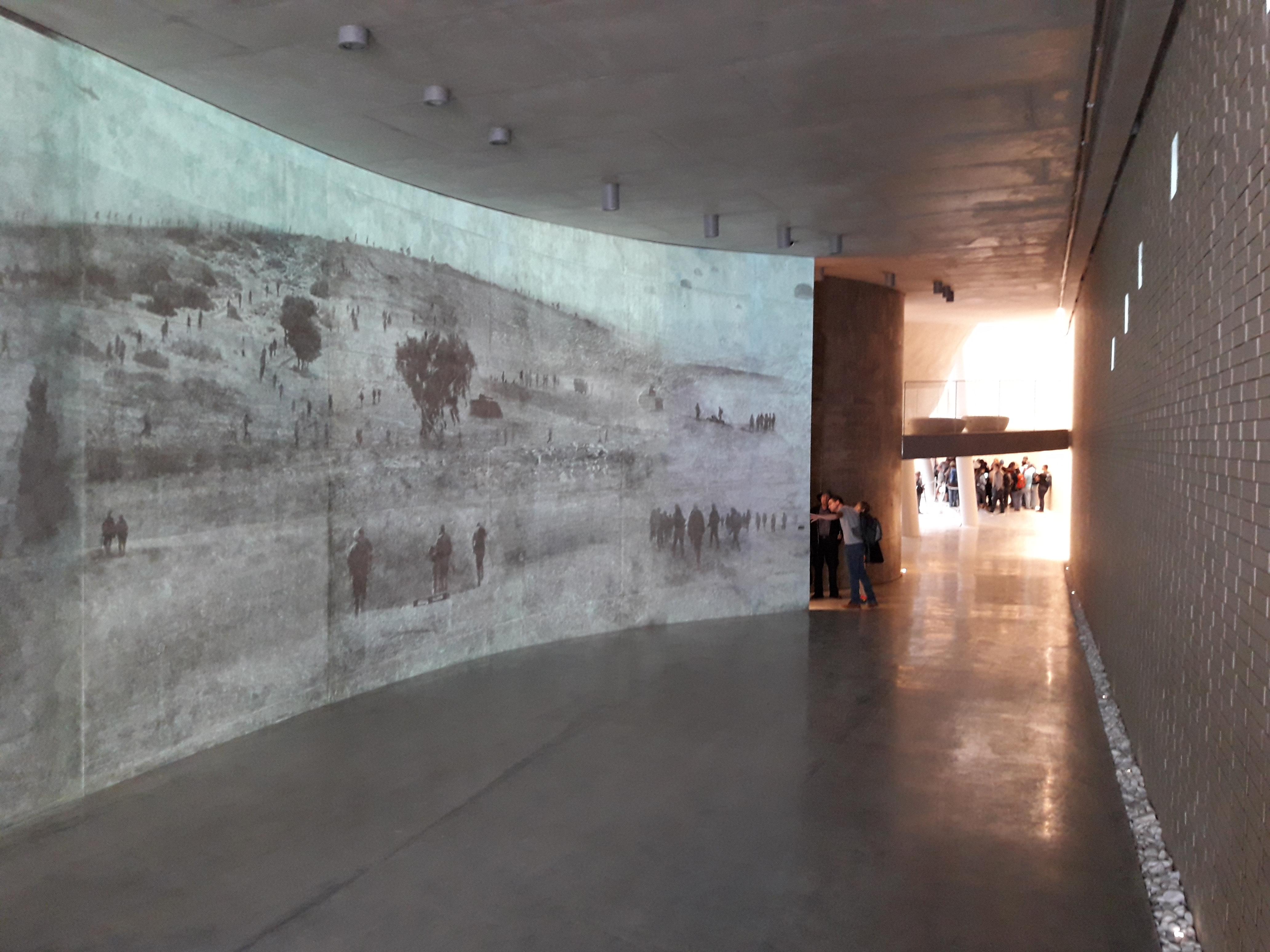
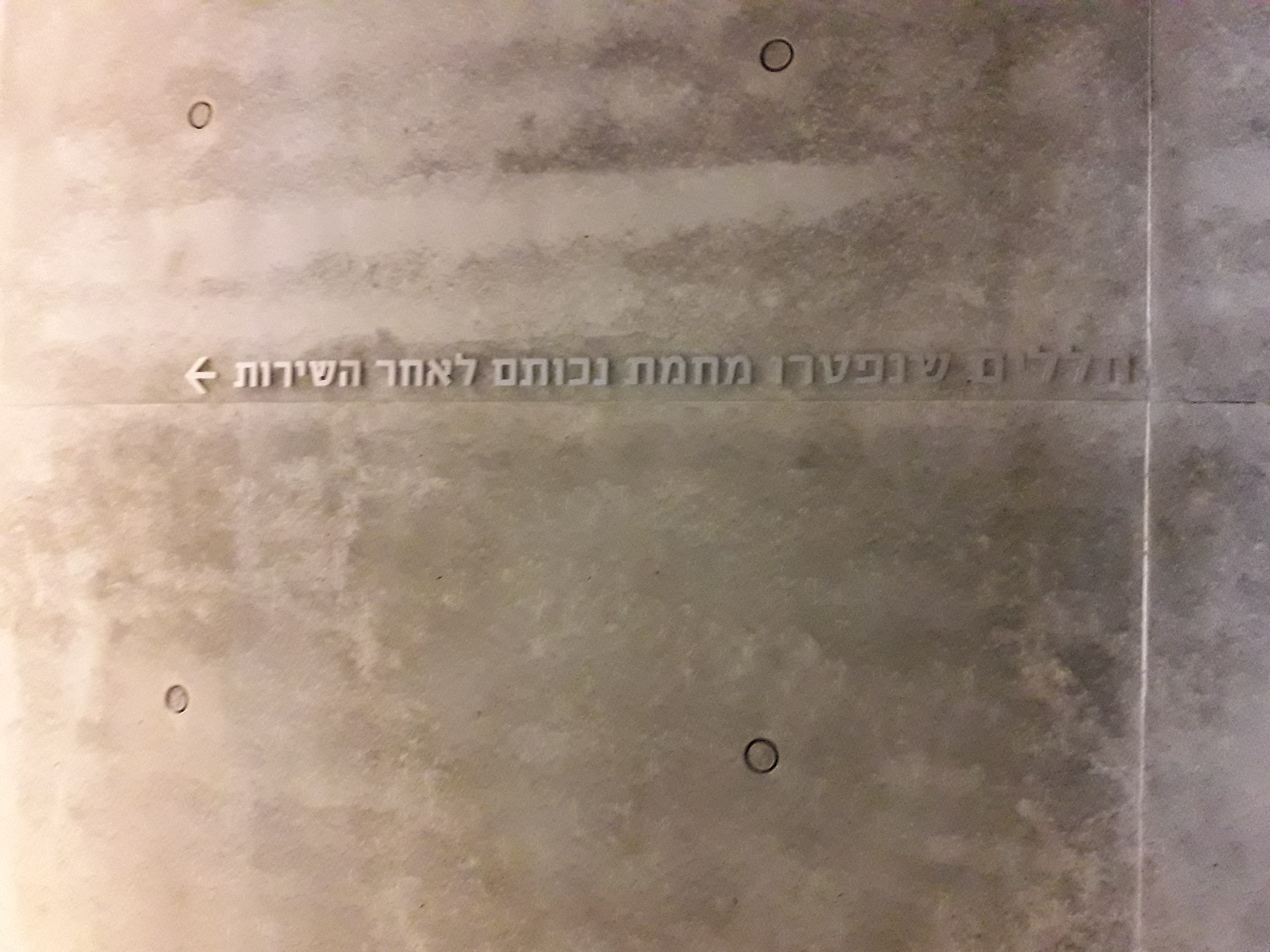
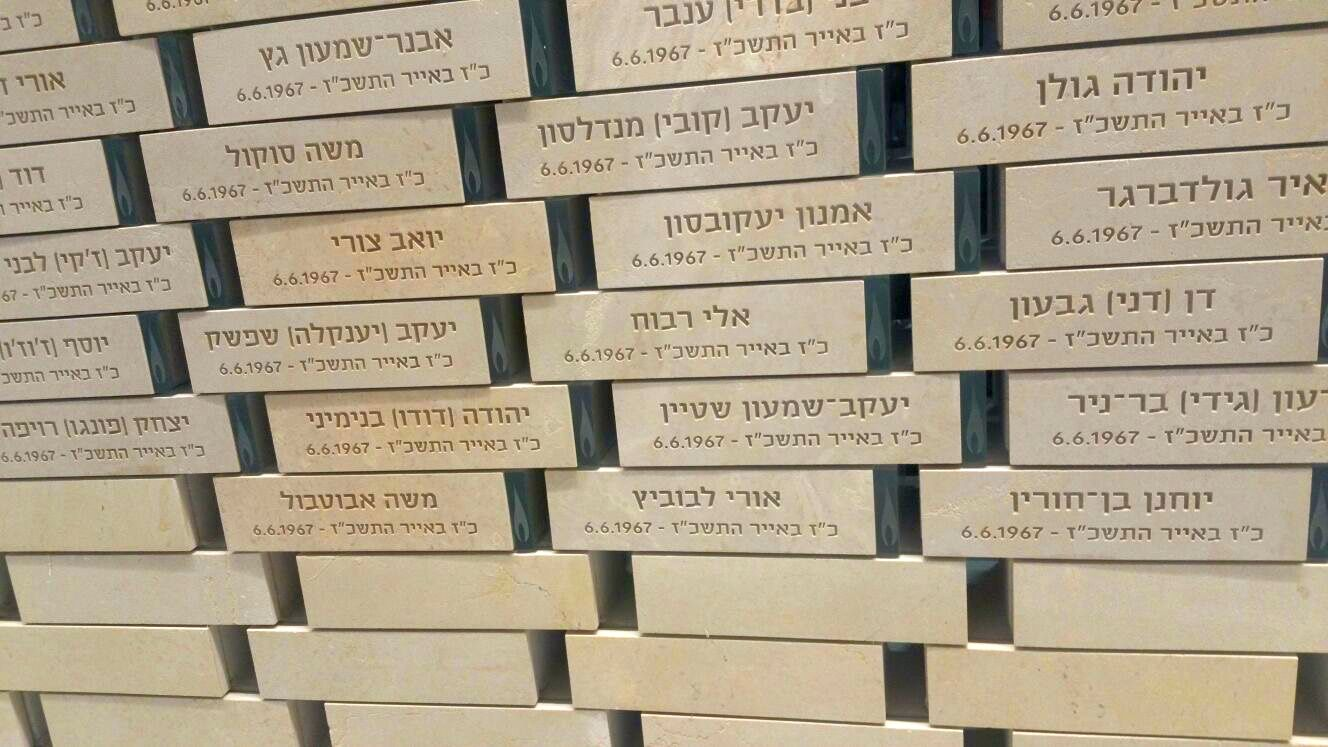
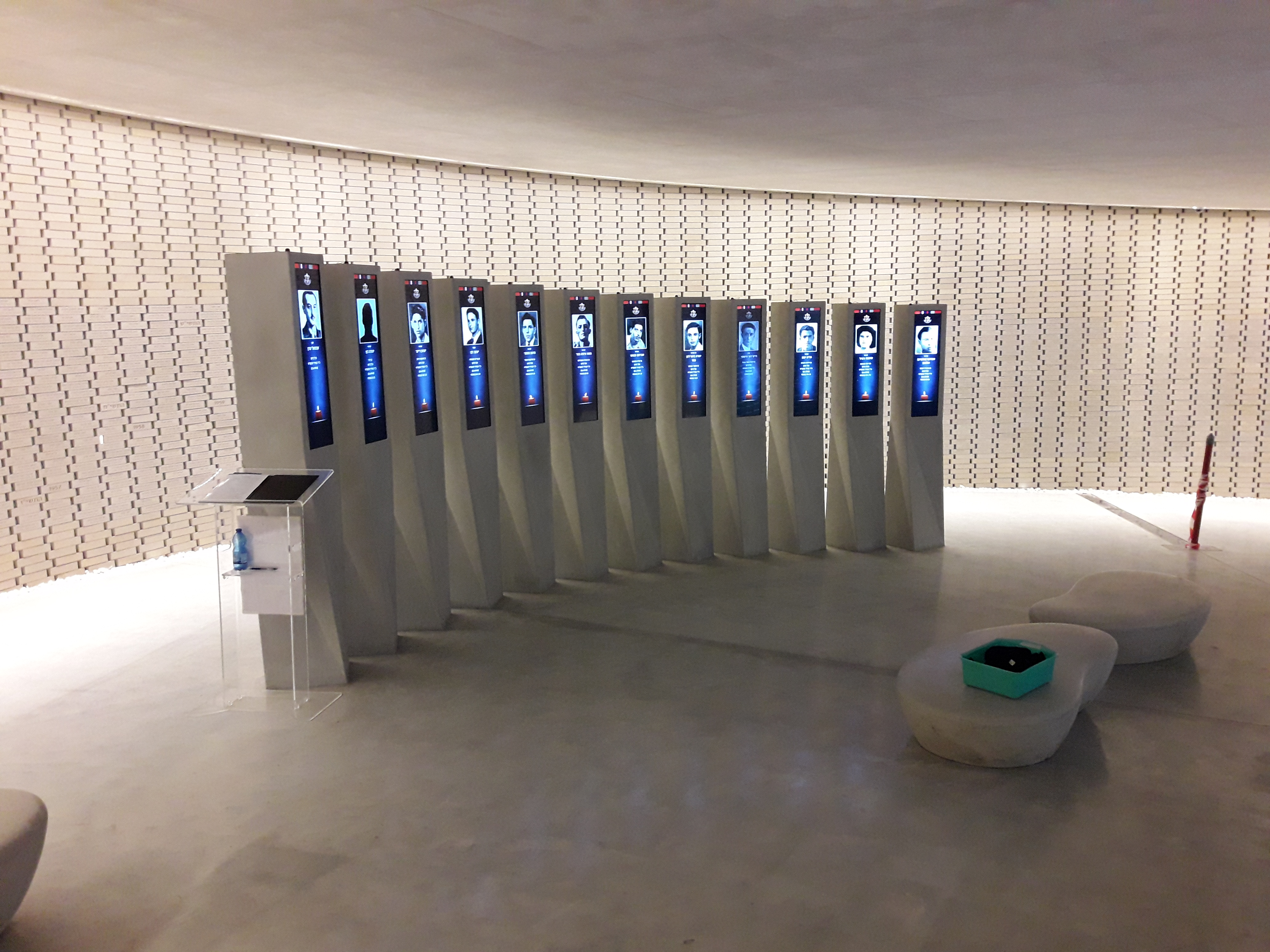